# 제2대 로킹엄 후작 찰스 왓슨웬트워스
제2대 로킹엄 후작 찰스 왓슨웬트워스(영어: Charles Watson-Wentworth, 2nd Marquess of Rockingham, 1730년 5월 13일 ~ 1782년 7월 1일)는 영국의 정치인으로, 영국의 총리를 2회 역임했다.
총리 뉴캐슬 공작의 지지자로 있다가 조지 3세가 뉴캐슬을 해임하자 국왕과 대립하였고 이후 1765년 수상이 되어 자유주의적 개혁을 펴고 미국 식민지의 부담을 더는 등의 활동을 하다가 내각 내외와의 불화가 생겨 경질되었다. 이후 친국왕파에 반대하는 야당 세력을 주도하며 영국에 정당정치를 뿌리내리는 영향을 끼치기도 했다. 미국 독립전쟁 당시에도 미국의 독립을 옹호하였고, 독립전쟁의 패전으로 노스 경이 실각하자 1782년 총리로 다시 취임하였으나 같은 해에 병으로 사망하였다.

## 생애
1730년 제1대 로킹엄 후작 토머스 왓슨웬트워스의 아들로 태어났다. 1750년 아버지가 사망하자 작위를 습작하고 상원의 의원으로 들어가 휘그당의 일원으로 활동을 시작했다.
1760년에 막 즉위한 조지 3세의 측근인 침실시종장(Lord of the Bedchamber)이 되었으나 1762년 조지 3세가 7년 전쟁의 강화조약을 서두르며 총리 뉴캐슬을 사임시키고 뷰트 백작을 총리로 세우자 반발하여 사퇴하였다. 이후 뉴캐슬파의 대표적 인물로 활동하였는데 이들은 뷰트 백작과 그 뒤를 이은 조지 그렌빌의 수상직에 반대하는 입장이었다. 곧 로킹엄은 이들 세력의 주도적 인물이 된다.
1765년 조지 3세가 그렌빌 총리를 불신임하여 해임하자, 국왕의 삼촌 컴벌랜드 공작을 통해 설득이 이루어져 로킹엄 후작이 총리로 지명되어 정부를 구성한다. 그는 1년의 임기 동안 왕을 비방한 존 윌크스를 체포하는 데 사용된 체포제도를 폐지하는 등 자유주의적 개혁을 행하였다. 그렌빌의 인지세법을 폐지하여 미국 식민지의 부담을 덜었으나, 강경파를 달래기 위해 미국의 입법권을 모두 영국 의회가 가진다고 명시한 선언법을 내자 식민지인에게서도 반대를 샀다. 결국 반대세력을 수용하지 못하고 국왕과도 불화가 생기자 총리직을 사임하였다. 그의 뒤를 이어 대 피트가 총리에 취임한다.
이후 16년 동안 (사실상) 야당의 인물로서 식민지인의 권리를 옹호하고 국왕파의 대표적 반대자로 있었다. 1782년 미국 독립전쟁의 패색이 짙어지자 책임을 지고 노스 경이 총리직을 사임했고 로킹엄이 다시 총리로 취임하게 되었다. 그러나 얼마 지나지 않아 당시 유행하던 인플루엔자로 건강이 악화되었다가 결국 사망하였다.